# Jacques Sommet (acteur)
Jacques Sommet né le 10 décembre 1910 et mort le 4 mai 1960,, est un acteur et scénariste français dont la carrière s'est étendue sur environ 24 ans dans le cinéma.

## Biographie
Né en France en 1910, Jacques Sommet s'est illustré aussi bien sur les planches qu'au cinéma. Son parcours artistique débute au théâtre avant de s'étendre au grand écran dans les années 1940.

## Carrière cinématographique
Jacques Sommet entame sa carrière cinématographique au début des années 1940. Il joue dans plusieurs films notables, dont :
- Port d'attache (1943) de Jean Choux, où il interprète Michel.
- Les Démons de l'aube (1946) d'Yves Allégret, dans le rôle de Jaloux.
- Les Aventures des Pieds-Nickelés (1948) de Marcel Aboulker, où il incarne Pierre-Jo.
- Prélude à la gloire (1950) de Georges Lacombe, dans le rôle de Berthier.
- Treize à table (1956) d'André Hunebelle, où il joue Jean-Charles Chambon.

Son dernier rôle au cinéma est celui d'Arnoux dans Les Mystères de Paris (1962) d'André Hunebelle.

## Carrière théâtrale
En parallèle de ses rôles au cinéma, Jacques Sommet se produit sur scène dans plusieurs pièces de théâtre, parmi lesquelles :
- Radikayaga (1939) au théâtre de l'Abri.
- Le Tartuffe de Molière (1940) au théâtre des Mathurins, où il interprète Damis.
- L'Impuissant (1943) au studio des Champs-Élysées, dans le rôle de Grégoire.

## Autres activités
Outre sa carrière d’acteur, Jacques Sommet se consacre également à l’écriture. Il est l’auteur de la pièce L'Ami de la famille, mise en scène par Bernard Blier à la Comédie-Caumartin en 1955. Cette œuvre est adaptée au cinéma en 1957 par Jack Pinoteau.
Il travaille également comme scénariste pour la télévision, contribuant notamment à la série Quentin Durward en 1971.

## Filmographie

### Comme acteur
- 1943 : Port d'attache de Jean Choux : Michel
- 1943 : Monsieur des Lourdines de Pierre de Hérain
- 1946 : Les Démons de l'aube de Yves Allégret : Jaloux
- 1947 : Les gosses mènent l'enquête de Maurice Labro : le pion
- 1947 : Rendez-vous à Paris de Gilles Grangier : le steward
- 1947 : Le Château de la dernière chance de Jean-Paul Paulin : un client
- 1948 : Les Aventures des Pieds-Nickelés de Marcel Aboulker : Pierre-Jo
- 1949 : Suzanne et ses brigands de Yves Ciampi : Jean Lucas
- 1950 : Prélude à la gloire de Georges Lacombe : Berthier
- 1951 : Bertrand cœur de lion, de Robert Dhéry : Gaston
- 1956 : Treize à table d'André Hunebelle : Jean-Charles Chambon
- 1960 : Un Homme de Dieu, téléfilm de Jean Vernier : le Dr Francis Lemoyne
- 1962 : Les Mystères de Paris d'André Hunebelle : Arnoux

### Comme auteur de l'œuvre originale
- 1957 : L'Ami de la famille de Jack Pinoteau

## Théâtre

### Comme comédien
- 1939 : Radikayaga, comédie-farce en 3 actes d'André Beaucour[5], au théâtre de l'Abri (16 février)[6]
- 1940 : Le Tartuffe, comédie en 5 actes de Molière, au théâtre des Mathurins (4 avril) : Damis
- 1941 : Le Joyeux Palais, pièce burlesque de Jacques-Max Doumic[7], musique de Jacques Besse, au théâtre Michel (8 août) : le dresseur de puces[6]
- 1942 : A la tête de daim, fantaisie de Claude Accursi, musique de Johnny Hess, costumes de Christian Dior, au théâtre de l'Avenue (7 juillet) : Tony[8]
- 1943 : L'Impuissant, comédie en 3 actes de Jean Rollin, au studio des Champs-Élysées (20 février) : Grégoire[9]
- 1943 : Jérôme, comédie en 3 actes de Jean Vergne[10], au théâtre Saint-Georges (mai)

### Comme auteur
- 1955 : L'Ami de la famille, pièce en 4 actes, mise en scène de Bernard Blier, à la Comédie-Caumartin (23 mars)[11]